# Дженкинс, Хейз Алан
Хейз А́лан Дже́нкинс (англ. Hayes Alan Jenkins; род. 23 марта 1933 в Акроне (Огайо)) — американский фигурист, лидер мужского одиночного катания в течение 4 лет с 1953 по 1956 годы. Олимпийский чемпион 1956 года в одиночном катании, четырёхкратный чемпион мира (1953, 1954, 1955, 1956) и четырёхкратный чемпион США (1953–1956).

## Биография
Родился 23 марта 1933 года в городе Акрон (штат Огайо). Младший брат — Дэвид Дженкинс, олимпийский чемпион по фигурному катанию.
Учился в Колорадском колледже и Гарвардской школе права. Работал в шинной компании Goodyear юристом-международником. 
В 1961 году женился на американской фигуристке Кэрол Хейсс, серебряной медалистке олимпийских игр 1956 года и олимпийской чемпионке 1960 года в женском одиночном катании. У супругов трое детей.

## Карьера
В 1949 году Дженкинс завоевал свою первую национальную медаль (бронзовую) и занял 6-е место в Париже (Франция) на своём первом чемпионате мира. В следующем году он стал серебряным призёром чемпионата США и занял 3-е место на чемпионате мира 1950 года в Лондоне (Англия).
На Олимпийских играх 1952 года Дженкинс занял 5-е место в обязательных фигурах, 3-е место в произвольной программе и 4-е место в общем медальном зачёте.
В 1953 году Дженкинс впервые стал чемпионом страны, а затем завоевал первый из четырёх подряд титулов чемпиона мира.
Заняв первое место в обязательных фигурах и второе в произвольной программе, он выиграл золотую медаль в составе сборной США на Олимпийских играх 1956 года. После завоевания четвёртого титула чемпиона мира в том же году завершил карьеру.
Братья получали финансовую поддержку от отеля Broadmoor в Колорадо-Спрингс (штат Колорадо), и одного из фондов.

## Спортивные достижения
| Соревнования                 | 1949                         | 1950                         | 1951                         | 1952                         | 1953                         | 1954                         | 1955                         | 1956                         |
| Международные индивидуальные | Международные индивидуальные | Международные индивидуальные | Международные индивидуальные | Международные индивидуальные | Международные индивидуальные | Международные индивидуальные | Международные индивидуальные | Международные индивидуальные |
| ---------------------------- | ---------------------------- | ---------------------------- | ---------------------------- | ---------------------------- | ---------------------------- | ---------------------------- | ---------------------------- | ---------------------------- |
| Зимние Олимпийские игры      |                              |                              |                              | 4                            |                              |                              |                              | 1                            |
| Чемпионаты мира              | 6                            | 3                            | 4                            | 3                            | 1                            | 1                            | 1                            | 1                            |
| Чемпионат Северной Америки   |                              |                              |                              |                              | 1                            |                              | 1                            |                              |
| Национальные индивидуальные  |                              |                              |                              |                              |                              |                              |                              |                              |
| Чемпионаты США               | 3                            | 2                            | 3                            | 3                            | 1                            | 1                            | 1                            | 1                            |